# Boulevard de Magenta
Le boulevard de Magenta (prononcer "maginta") est situé dans le 10e arrondissement de Paris, en France.
La dénomination fautive « boulevard Magenta » est parfois rencontrée.

## Situation et accès
Situé dans le 10e arrondissement de Paris, quartiers Saint-Vincent-de-Paul, Porte-Saint-Denis et Porte-Saint-Martin, il commence place de la République et 1, rue Beaurepaire, finit 1, boulevard Marguerite-de-Rochechouart et 53, boulevard de la Chapelle. Il relie ainsi les extrémités sud-est et nord-ouest du 10e arrondissement.

### Stations de métro
- République
- Jacques-Bonsergent
- Gare de l’Est
- Gare du Nord
- Barbès - Rochechouart

### Gare RER
Une gare portant le nom du boulevard est située à l'est de la Gare du Nord. Elle est desservie par la   sous le nom de Magenta, même si elle n'est pas sous le boulevard de Magenta.

## Origine du nom
Elle doit son nom à la bataille de Magenta, victoire remportée par Napoléon III le 4 juin 1859 durant la campagne d'Italie, en Lombardie, contre les troupes autrichiennes.

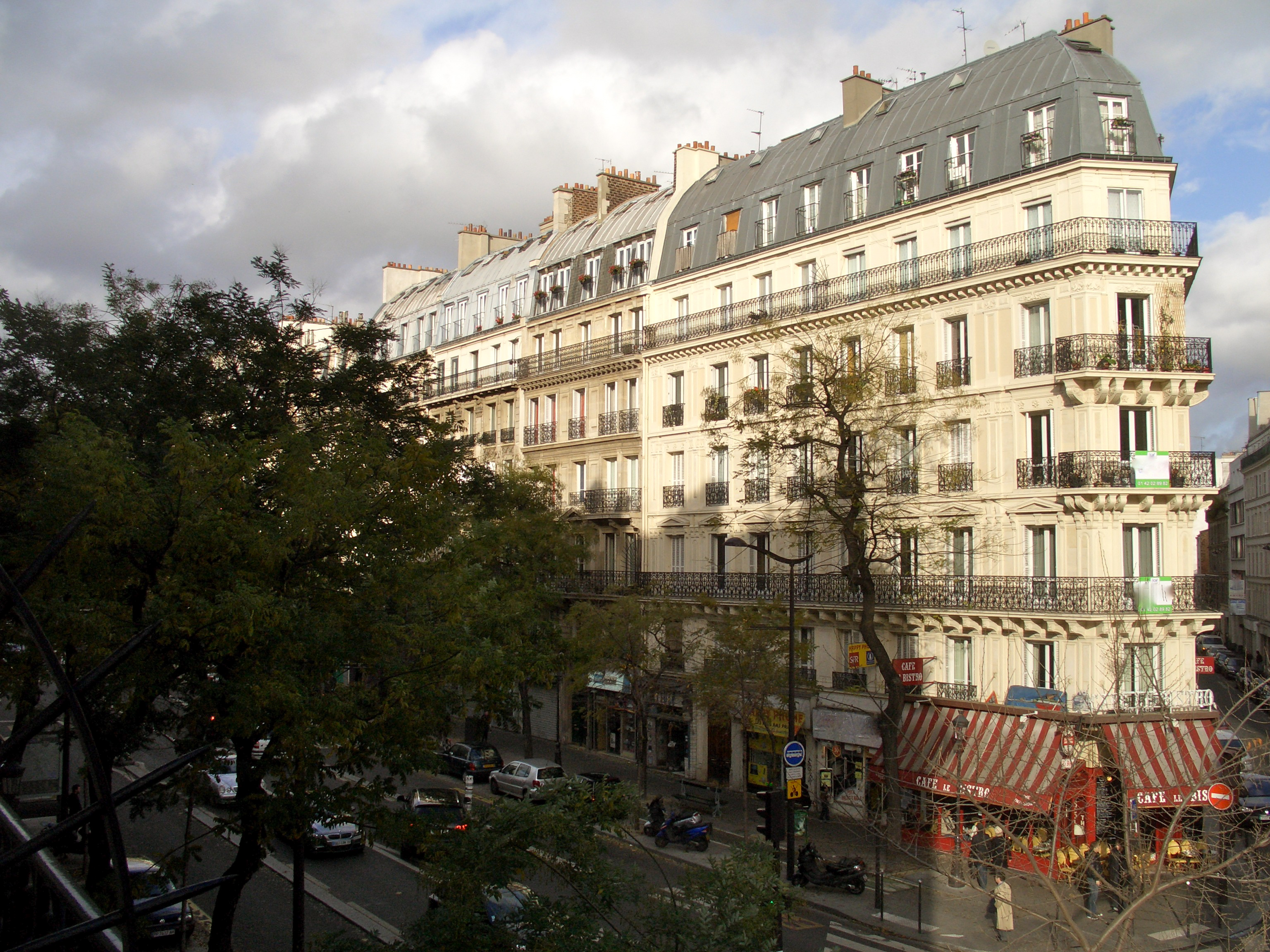
Vue du boulevard de Magenta.
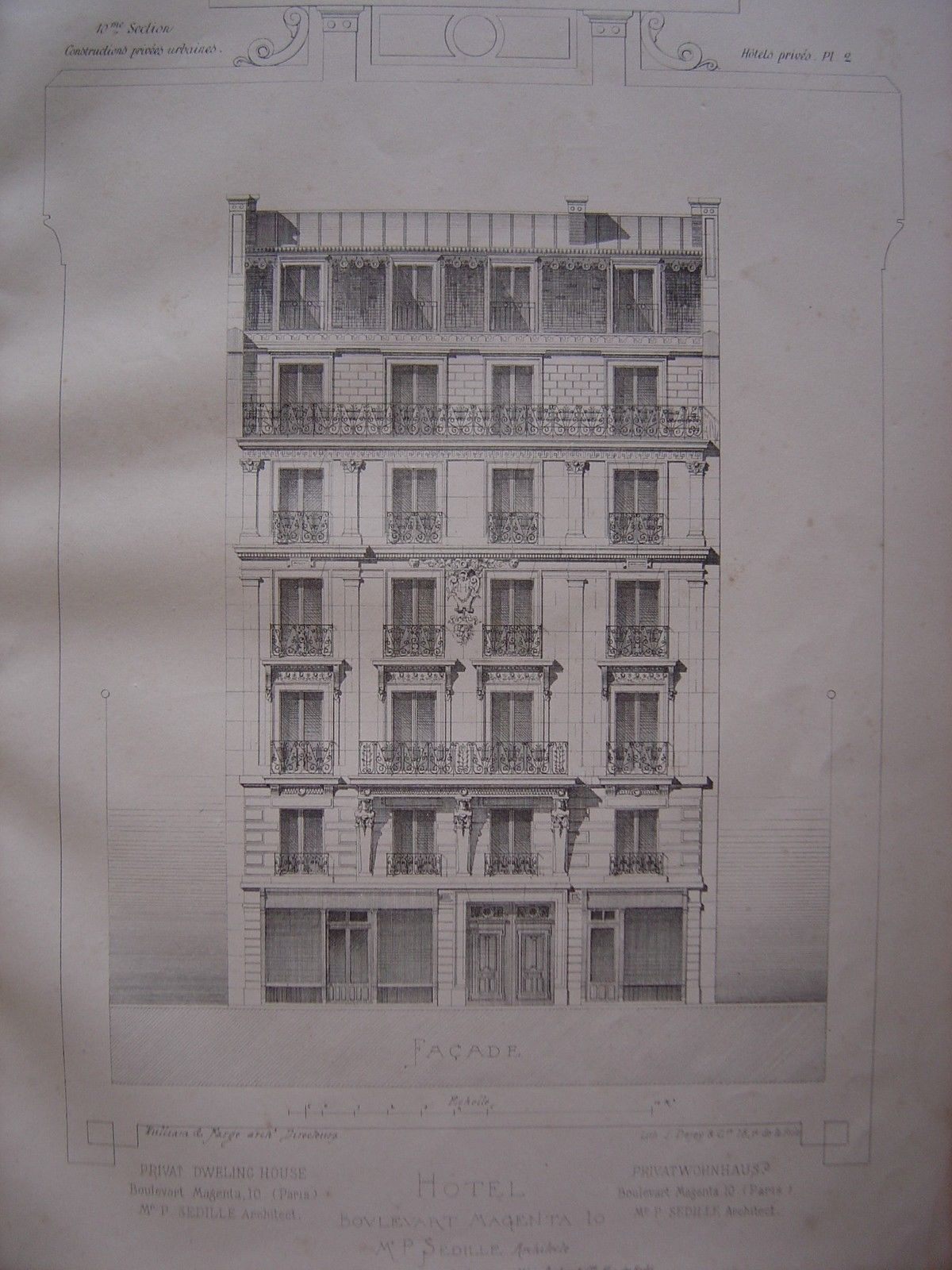
No 10 du boulevard.

## Historique

### Rue de la Barrière-Poissonnière / Rue du Nord
Une ordonnance royale en date du 31 janvier 1827 autorise le percement, sur les terrains appartenant à MM. André et Collier, d'une voie commençant à la rue des Magasins (actuelle rue de Saint-Quentin) et se dirigeant vers la barrière Poissonnière. Elle prit le nom de « rue de la Barrière-Poissonnière » parce qu'elle se dirigeait vers cette barrière, puis en 1833, elle fut renommée « rue du Nord ».
Dans les années 1840, la voie partait de la rue des Magasins (au niveau des actuels nos 9 et 11 rue de Saint-Quentin) et finissait à la rue des Abattoirs (actuelle rue de Dunkerque). Cette voie était longue de 303 mètres. Elle se prolongeait alors comme impasse dans la rue des Abattoirs (actuelle rue de Dunkerque), sur une longueur de 193 mètres.
Sa largeur fut fixée de la rue des Magasins (actuelle rue de Saint-Quentin) jusqu'à la rue La Fayette, à 12 mètres, et de cette rue à la rue des Abattoirs (actuelle rue de Dunkerque) à 13 mètres.
Le dernier numéro impair de la rue était le no 35 et le dernier numéro pair était le no 26.

### Percement du boulevard
Dans le cadre de la transformations de Paris sous le Second Empire, Napoléon III approuve un projet visant à créer un boulevard de 1 915 mètres de long reliant le Château d'eau et la barrière Poissonnière (boulevard de Rochechouart). Ce boulevard reprend ainsi le tracé de la rue du Nord qui disparait. Le côté droit de la rue du Nord est toutefois conservé.
Les travaux sont engagés immédiatement par le baron Haussmann à l'encoignure droite de la rue de la Douane (actuelle rue Léon-Jouhaux) et à l'encoignure droite de la rue de la Fidélité,.
En 1855, le percement d'un boulevard de 30 mètres de large, baptisé boulevard du Nord, entre le faubourg-Saint-Martin (rue du Faubourg-Saint-Martin) et la barrière Poissonnière (boulevard de Rochechouart) est déclaré d'utilité publique.
En 1858, la Ville de Paris et l'État signe une convention prévoyant le prolongement du boulevard du Nord entre le Château d'eau (place de la République). Le projet, confirmé par décret la même année, est déclaré d'utilité publique en 1859.
En 1864, la section comprise entre le boulevard de Strasbourg et le Château d'eau reste à construire.
Le boulevard Magenta devint alors la desserte principale de la gare du Nord et sa porte d'entrée majestueuse dans le Paris « moderne », et se peupla d’immeubles haussmanniens aux façades en pierre de taille, murs avec refends et balcon aux deuxième (étage « noble » avant la généralisation de l'ascenseur à la fin du siècle) et cinquième étages, attirant ainsi une population aisée. Les frères Goncourt, dans leur Journal, regrettaient d'ailleurs que ces boulevards rectilignes « ne sentent plus le monde de Balzac ».
Cependant, fuyant la circulation et les nouvelles manufactures qui s’installent à proximité des gares, la bourgeoisie qui, déjà sous Louis XVI, s’était installée à proximité des grands boulevards « historiques » Saint-Martin et Saint-Denis, commence progressivement à s’éloigner du boulevard.
Une chanson de Vincent Scotto évoque dès 1916 le nouveau côté populaire du boulevard : Ell' prend l'boul'vard Magenta.

### Le boulevard depuis la seconde moitié duXXesiècle
Dans les années 1980, le boulevard a été transformé en axe rouge, ce qui signifie que le stationnement y est interdit, pour augmenter le nombre des voies de circulation.
Au début du millénaire, la chaussée est à quatre voies avec des trottoirs exigus. La Ville de Paris décide la réduction de la circulation du boulevard qui est transformé en « espace civilisé » et inauguré en mars 2006 : sous l'impulsion de l'adjointe au maire d'arrondissement Charlotte Nenner, 300 ormes ont été plantés sur une double rangée, des couloirs de bus ont été aménagés sur la chaussée et des pistes cyclables ont été créées sur les trottoirs. Ce mouvement va à l'encontre des travaux de voirie des années 1960 pendant lesquels les trottoirs avaient été rétrécis et les arbres déplacés vers les façades pour élargir les voies de circulation automobile, passées de 15 à 20 m de large. Il ne restitue cependant pas l'aspect du boulevard créé par Haussmann, ni l'esprit d'origine.
En 2009, il était considéré comme le deuxième axe parisien le plus accidentogène avec 26 accidents et 29 blessés au niveau des rues du Château d'eau et de Lancry, et des cyclistes peu à l'aise sur la piste cyclable en raison de risques de collision avec les piétons sur tout linéaire. Avec le fort développement de la pratique du vélo à compter des années 2010, la largeur de la piste cyclable (1,20 m) qui ne permet pas des dépassements et la proximité du stationnement (avec des risques de chocs à l'ouverture de la portière passagers) ne satisfait plus les cyclistes et les conflits d'usage avec les piétons sont nombreux, la seule amélioration apportée en 2020 avec la mise en contraste de la piste cyclable par une résine verte se révélant insuffisante, ce qui incite les associations de cyclistes à demander la mise en sens unique du boulevard pour y créer des pistes plus larges,.

## Bâtiments remarquables et lieux de mémoire

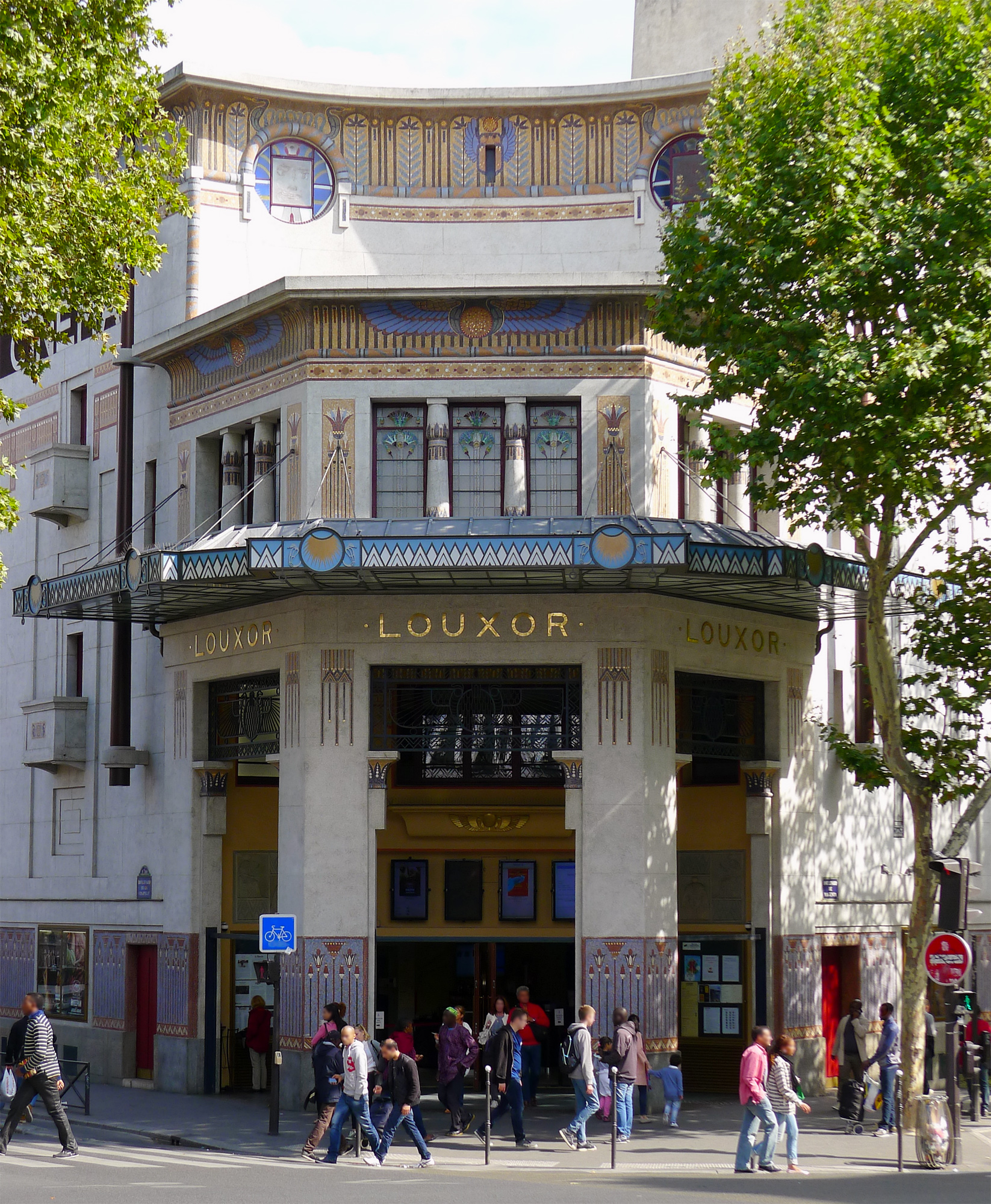
Le cinéma Le Louxor en 2015.

- No 4[21] : immeuble dans lequel habitait Jacques Bonsergent, premier Parisien fusillé (le 23 décembre 1940) par les nazis pendant la Seconde Guerre mondiale.
- No 5 : immeuble haussmannien à la cour ouverte sur le boulevard par un porche sculpté par François Théophile Murgey[22], qui travailla à la décoration des appartements de Napoléon III au Louvre.
- No 6 : emplacement du Wauxhall, salle de bal populaire à la mode anglaise de style néo-gothique construite en 1785 par les architectes Mellan et Moeench. Le Wauxhall fut détruit lors du percement du boulevard Magenta en 1841. Son souvenir existe encore dans le nom de la ruelle qui débute à cet endroit : la cité du Wauxhall.
- No 7 : immeuble de rapport de 1869 des architectes Jules et Paul Sédille, comportant deux médaillons aux symboles maçonniques. Le premier médaillon comporte les mots « Précision et Liberté » entourant une équerre et un compas ; l’autre comporte la mention « Le beau. Le vrai. L’utile » entourant un flambeau. C'est le lieu de naissance de Nathalie Kraemer, peintre déportée et assassinée à Auschwitz.
- No 10 : immeuble de rapport de 1869 des architectes Jules et Paul Sédille, à la façade ornée de trois atlantes en gaine sans bras.
- No 11 : immeuble de 1887 construit par l'architecte Louis Gauché. Les sculptures allégoriques monumentales de la façade représentant la Science, portant le flambeau du savoir, et l'Industrie, en tenue d'ouvrier avec une roue dentée, sont signées Marsiglier et datées de 1879 (et dont les réductions en bronze ont été exposées au Salon de 1880). L'ingénieur Desnos s'y installa ; il était le représentant parisien du rouleau compresseur Bouillant sous la IIIe République et avait d'autres maisons de commerces à Londres, Bruxelles et New York.

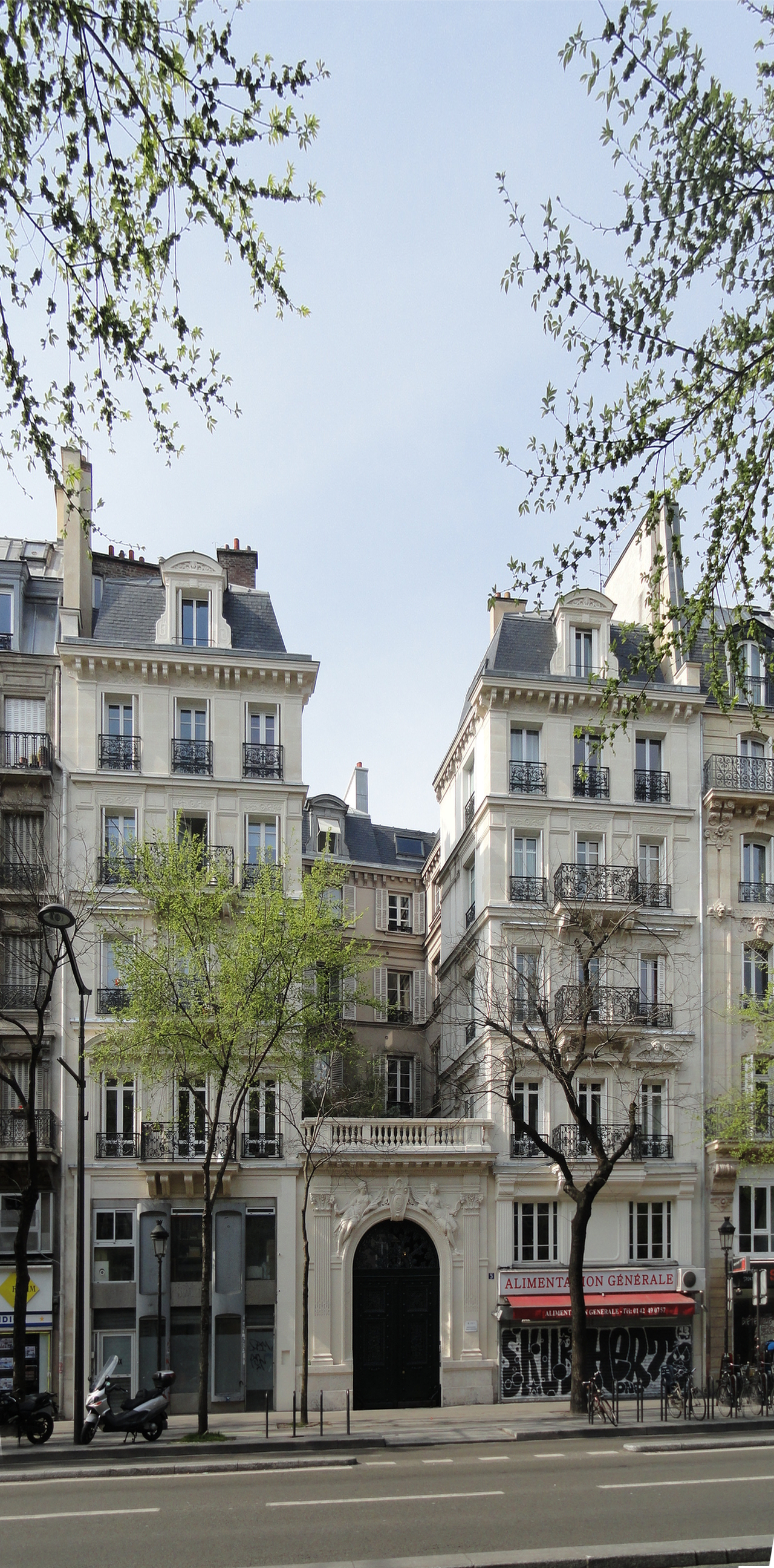
Vue générale de l'immeuble du no 5.
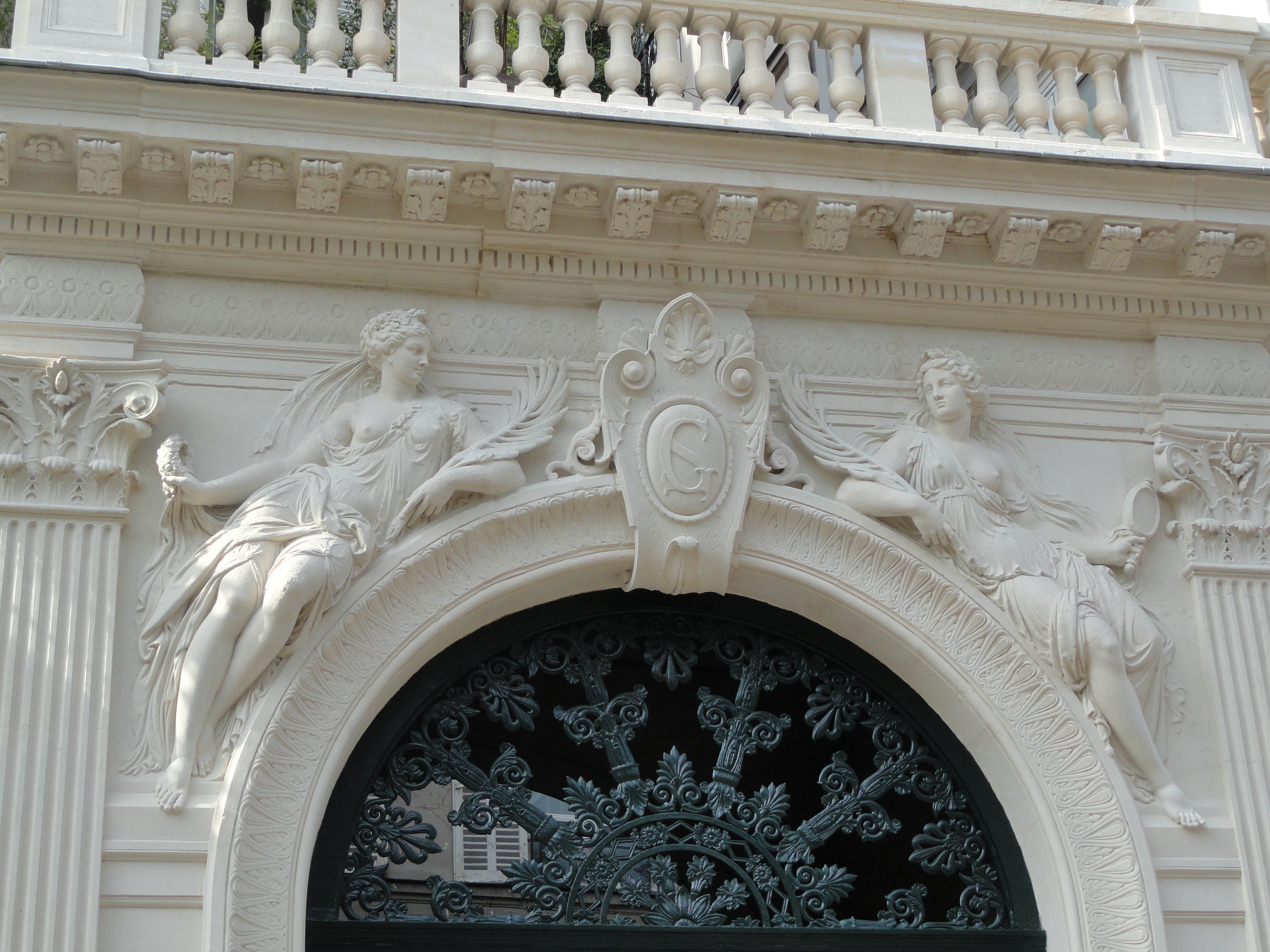
No 5 : porche sculpté par François Théophile Murgey.
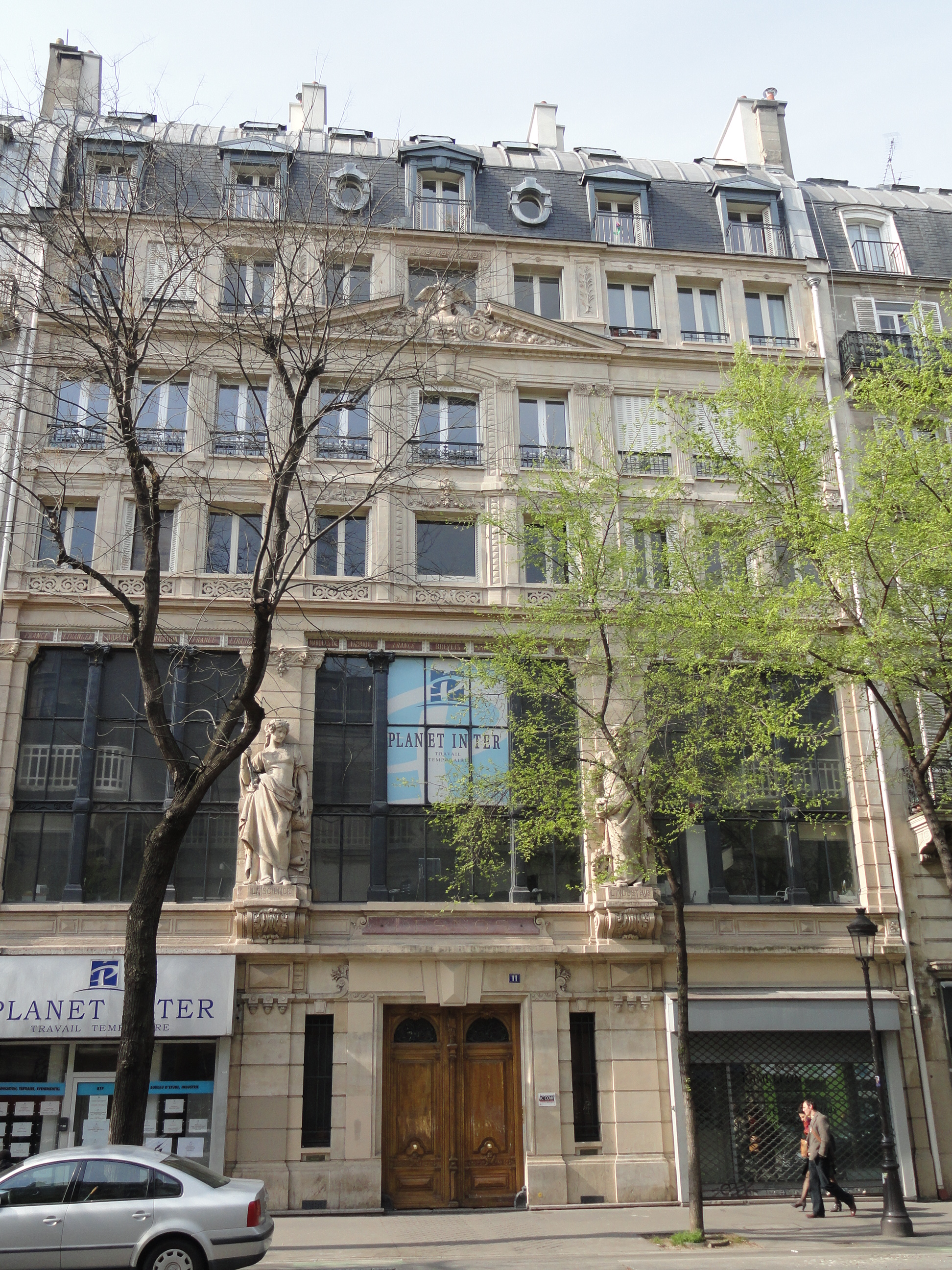
Vue générale de l'immeuble du no 11.
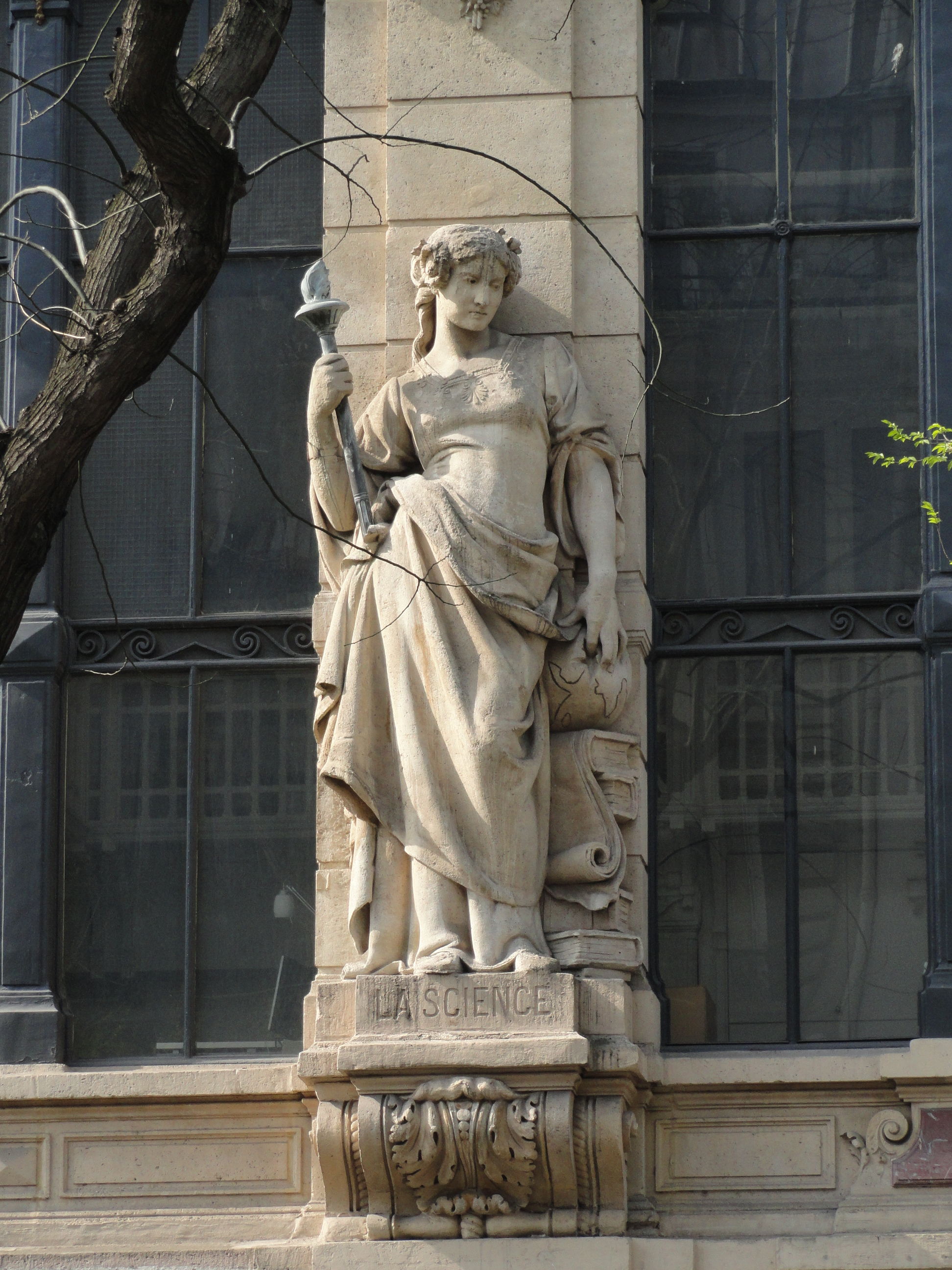
No 11 : allégorie représentant la Science.
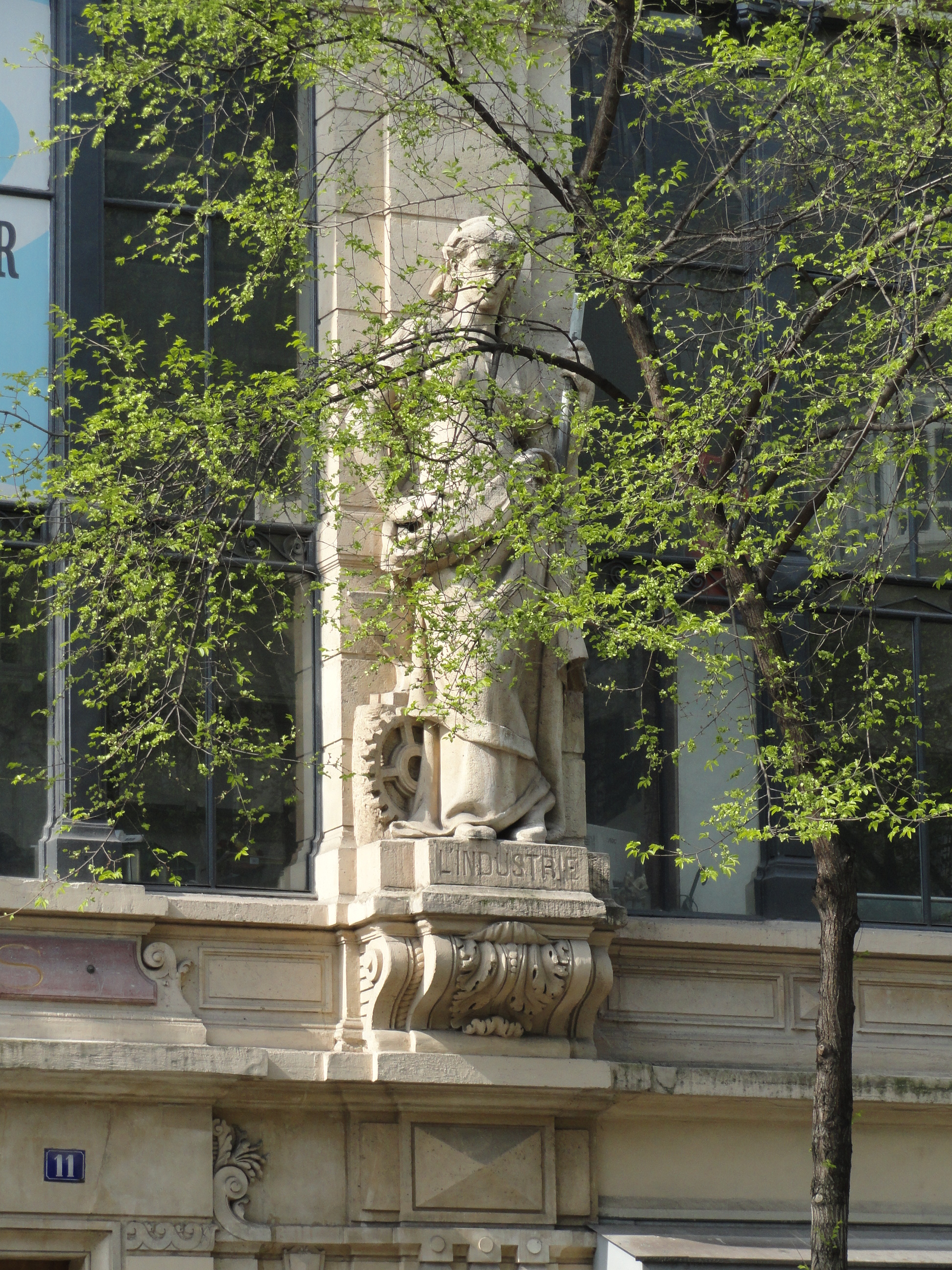
No 11 : allégorie représentant l'Industrie.

- No 19 : immeuble de 1867-1869 à la façade présentant un décor sculpté à deux consoles, figurant Hercule et le Lion de Némée, construit par l'architecte Paul Sédille, qui y habita. Le sculpteur Henri Chapu (1833-1891) y effectua des ouvrages.

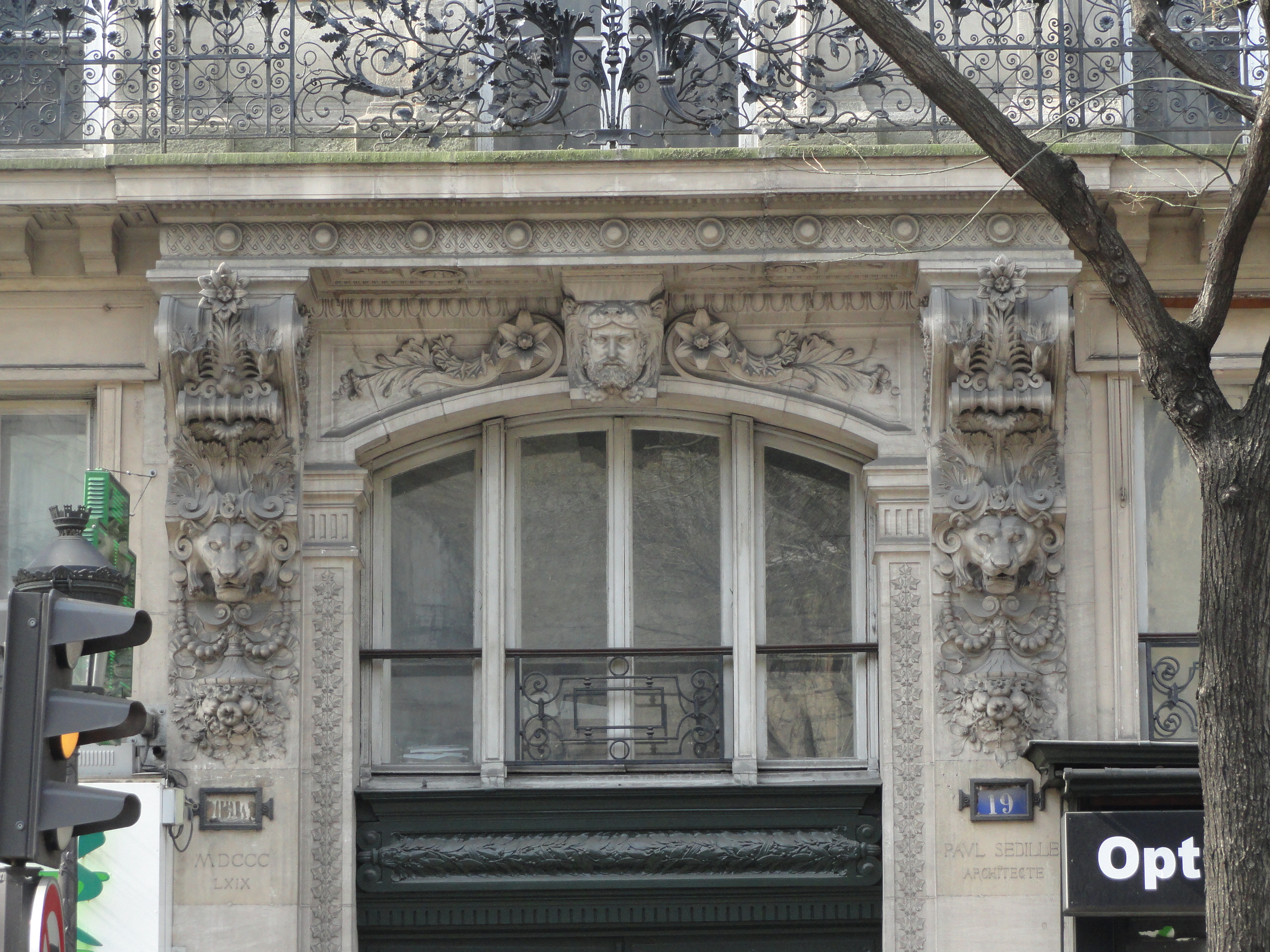
No 19 : encadrement de porte avec têtes de lion.
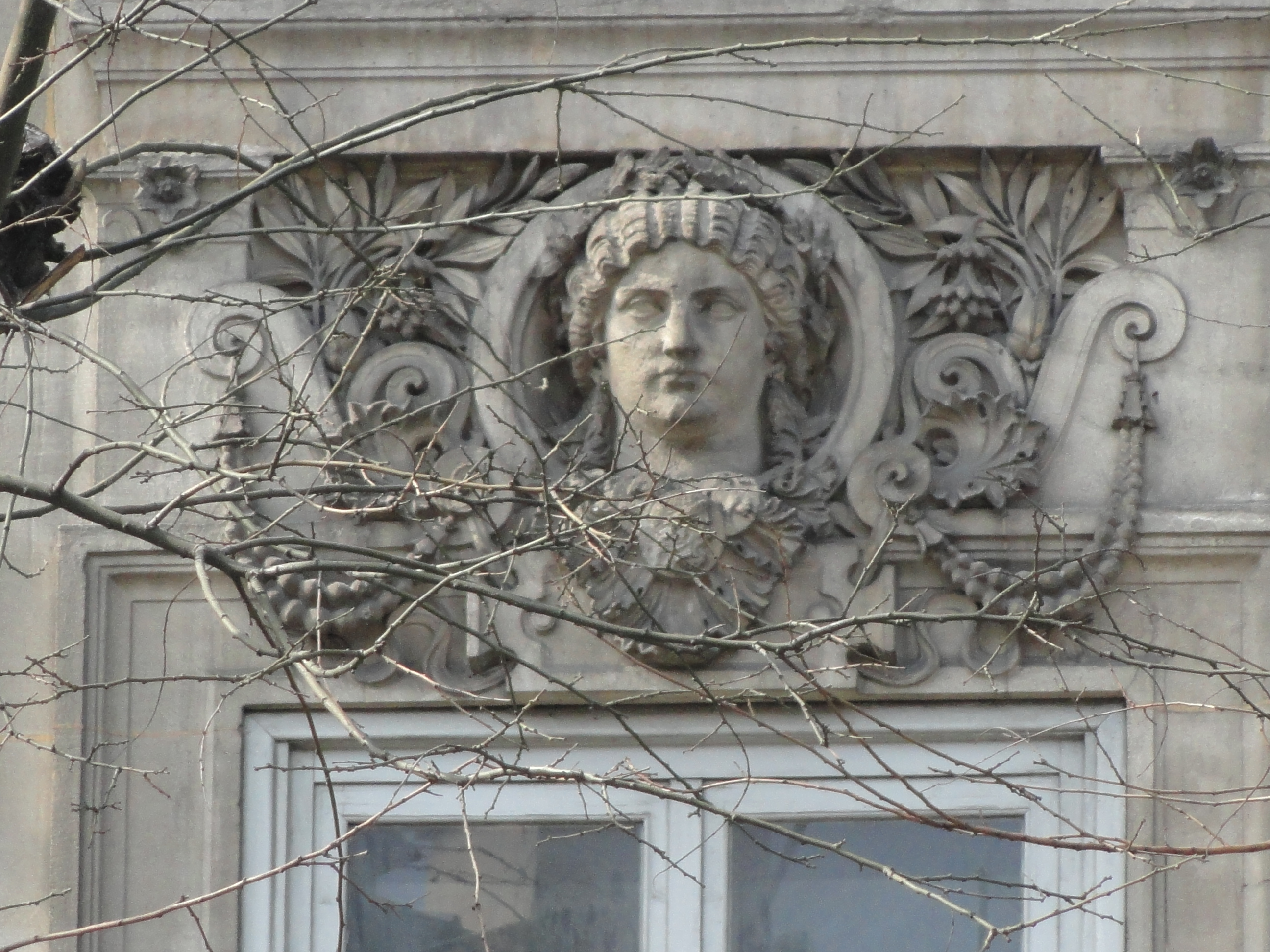
No 19 : mascaron au-dessus des fenêtres du second étage.

- No 22 : emplacement du restaurant Véry où l'anarchiste Ravachol a été arrêté le 30 mars 1892. Pour le venger de la propriétaire qui l'avait dénoncé, les anarchistes y font exploser une bombe le 25 avril 1892 au matin.

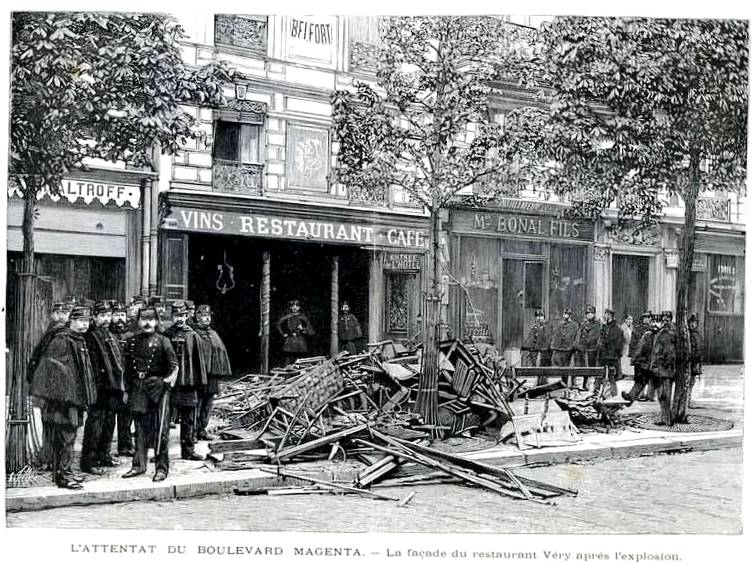
Dégâts après l'explosion du restaurant Véry au no 22, le 25 avril 1892.

- No 33 : cité de Magenta (1868).
- No 50 : immeuble haussmannien à la façade décorée de deux cariatides en buste sculptées par Charles Gauthier (1831-1883).
- No 52 : immeuble haussmannien construit en 1869 par L. Higonet[23]. C'est là qu'est née et qu'habita la violoniste Ginette Neveu (1919-1949), comme le signale une plaque en façade.
- No 56 : immeuble haussmannien construit en 1866-1867 à la façade décorée d'atlantes sculptés par Sébastien Delarue , qui travailla au Palais du Louvre. L'immeuble a été construit en 1866 à l'emplacement des jardins à la française d'une propriété appartenant à un ministre de Louis XV, Pierre Etienne Bougeois, marquis de Boynes, et racheté aux enchères par Jean Honoré Dubail, boulanger, oncle du futur maire de l'arrondissement. La boutique du rez-de-chaussée a notamment été occupée par l'inventeur de la pompe rotative sur brouette, M. Albert Hirt, fils de l'inventeur d'un compteur à eau. Le 56, Magenta a fait l'objet d'une biographie récente écrite par Jean-Claude Grenier, journaliste, racontant la vie de ses anciens habitants dont un juif engagé volontaire étranger dans l'armée française pour lutter contre les nazis, Hirsz Gryfel, un rescapé de la liste Schindler, Majer Rozenblat ou encore la comédienne Alice Dufrêne. Sans oublier une avocate célèbre devenue l'amante d'un espion allemand et poursuivie pour collaboration, Denise Dinten.

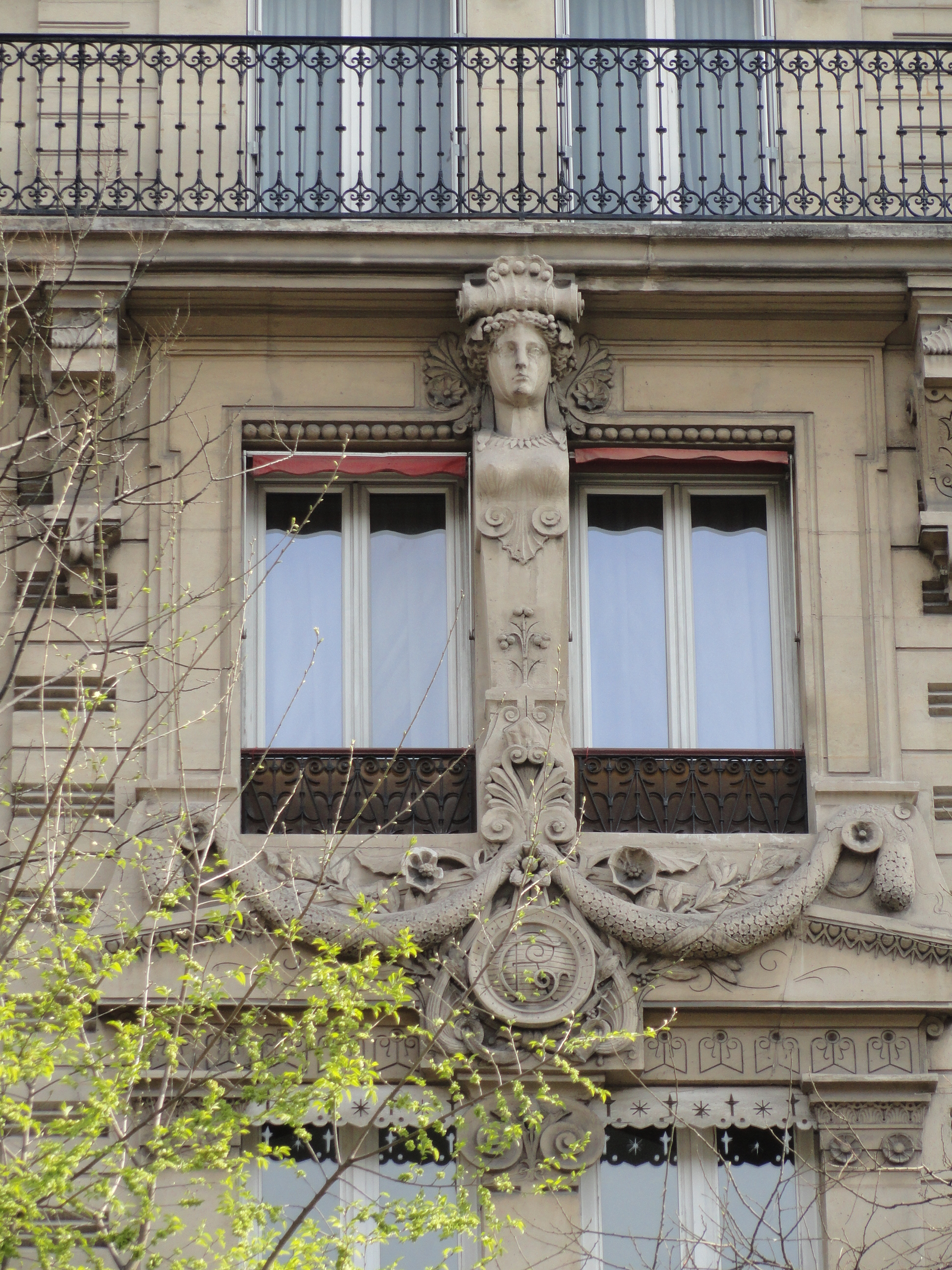
No 50 : encadrement sculpté de fenêtres du second étage réalisé par Charles Gauthier.
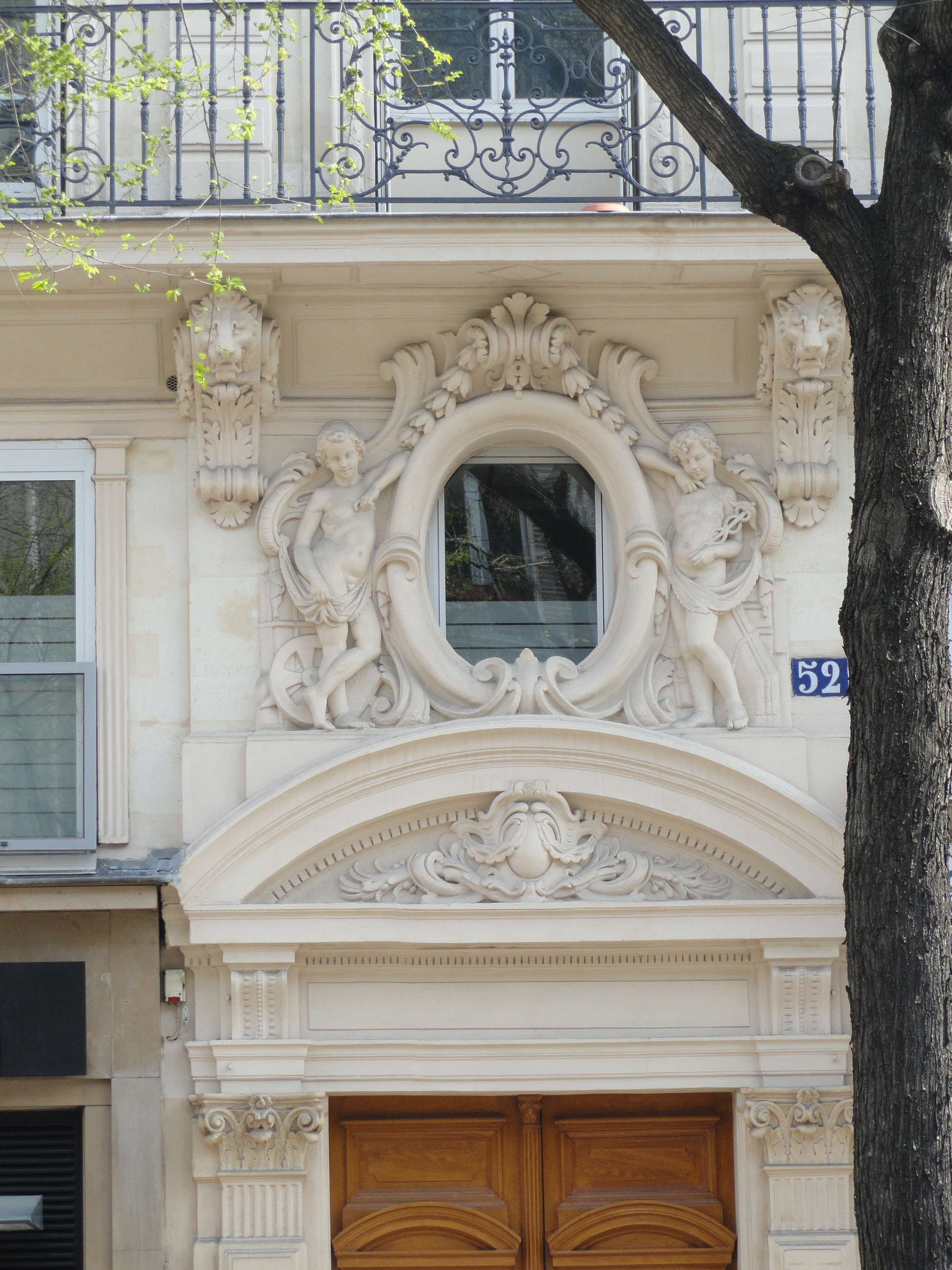
No 52 : encadrement sculpté de l'oculus au-dessus de la porte d'entrée.
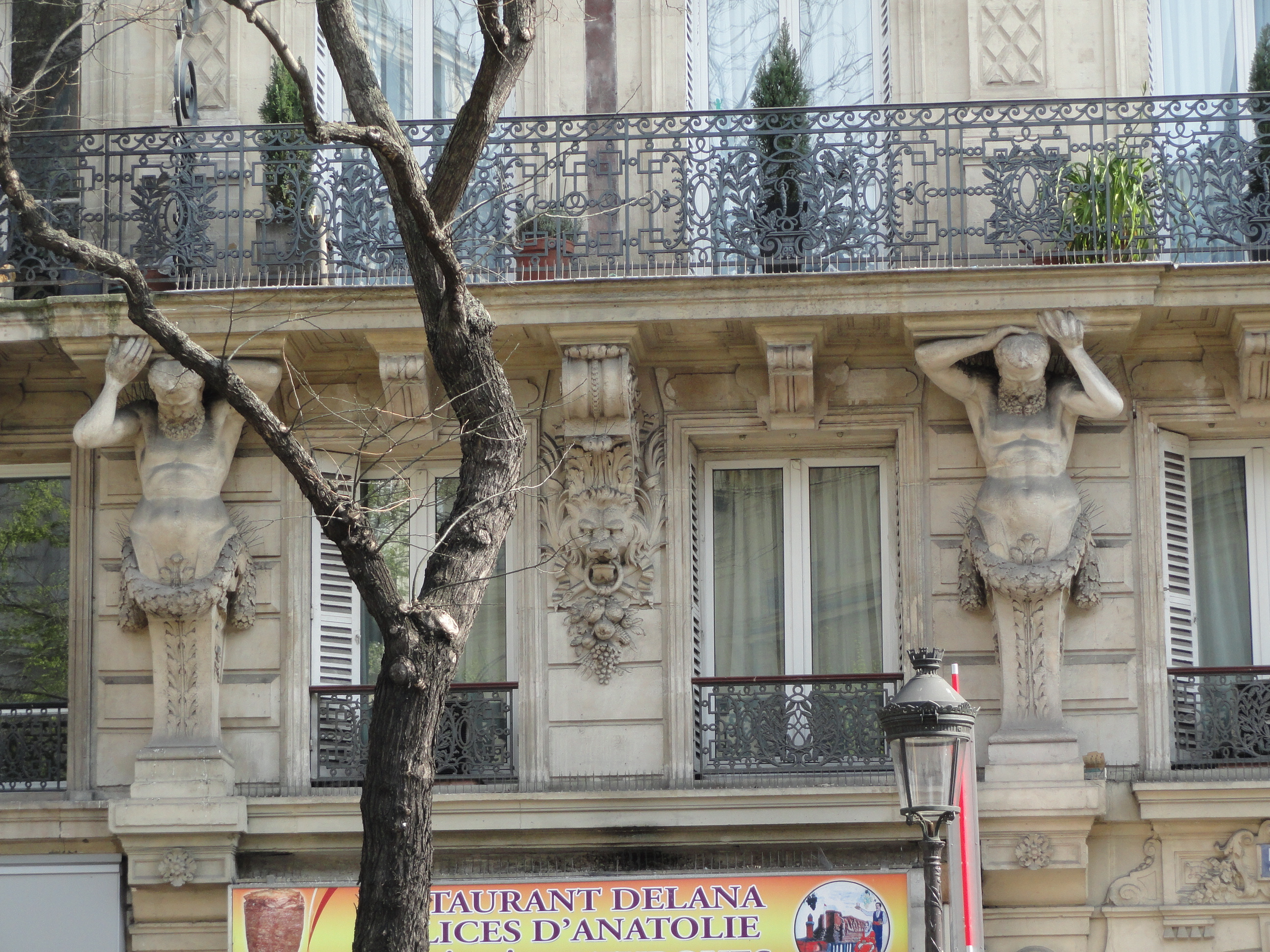
No 56 : vue générale des atlantes supportant le balcon du second étage.
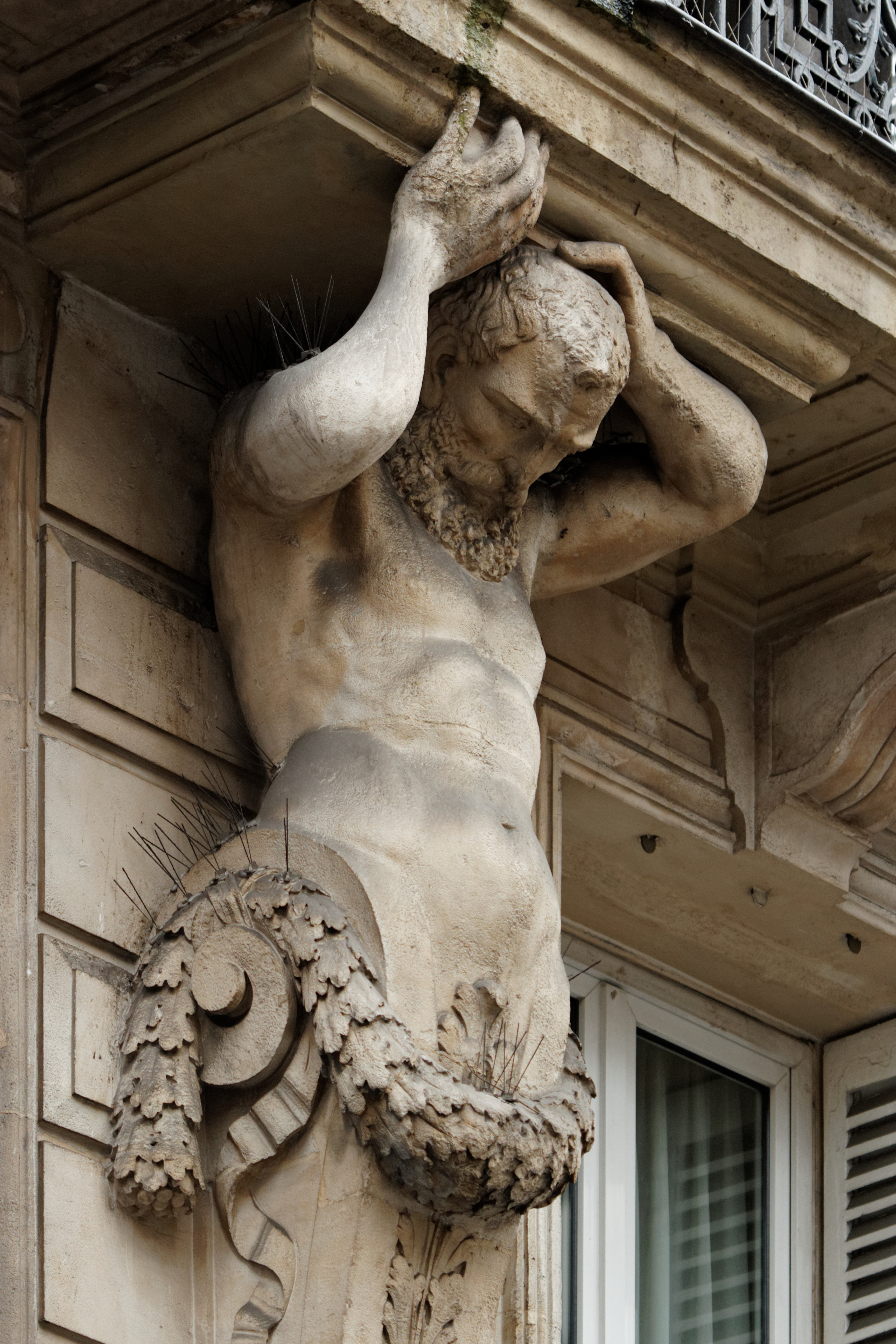
No 56 : atlantes supportant le balcon du second étage.
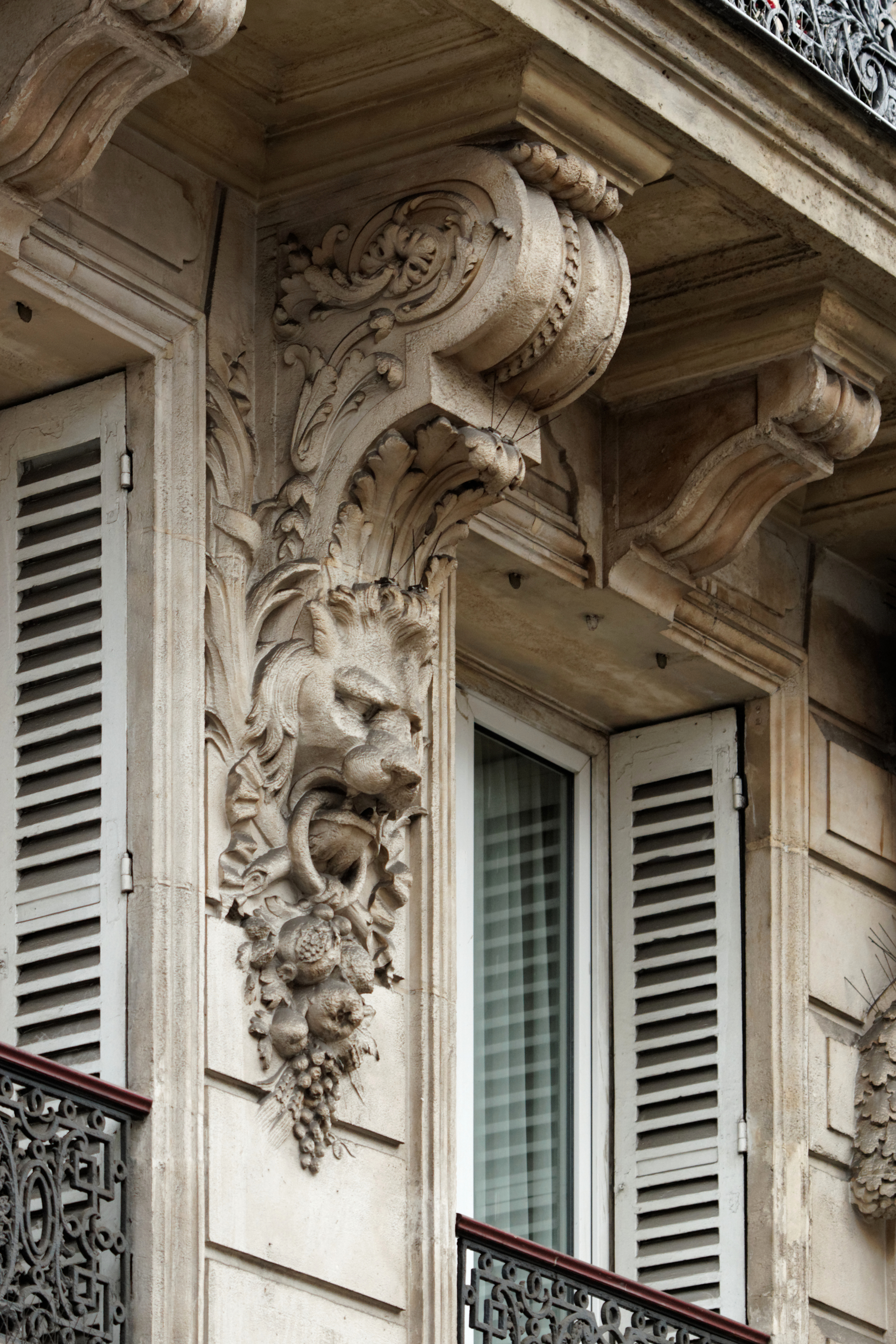
No 56 : console à tête de lion supportant le balcon du second étage.

- No 68 : église Saint-Laurent.

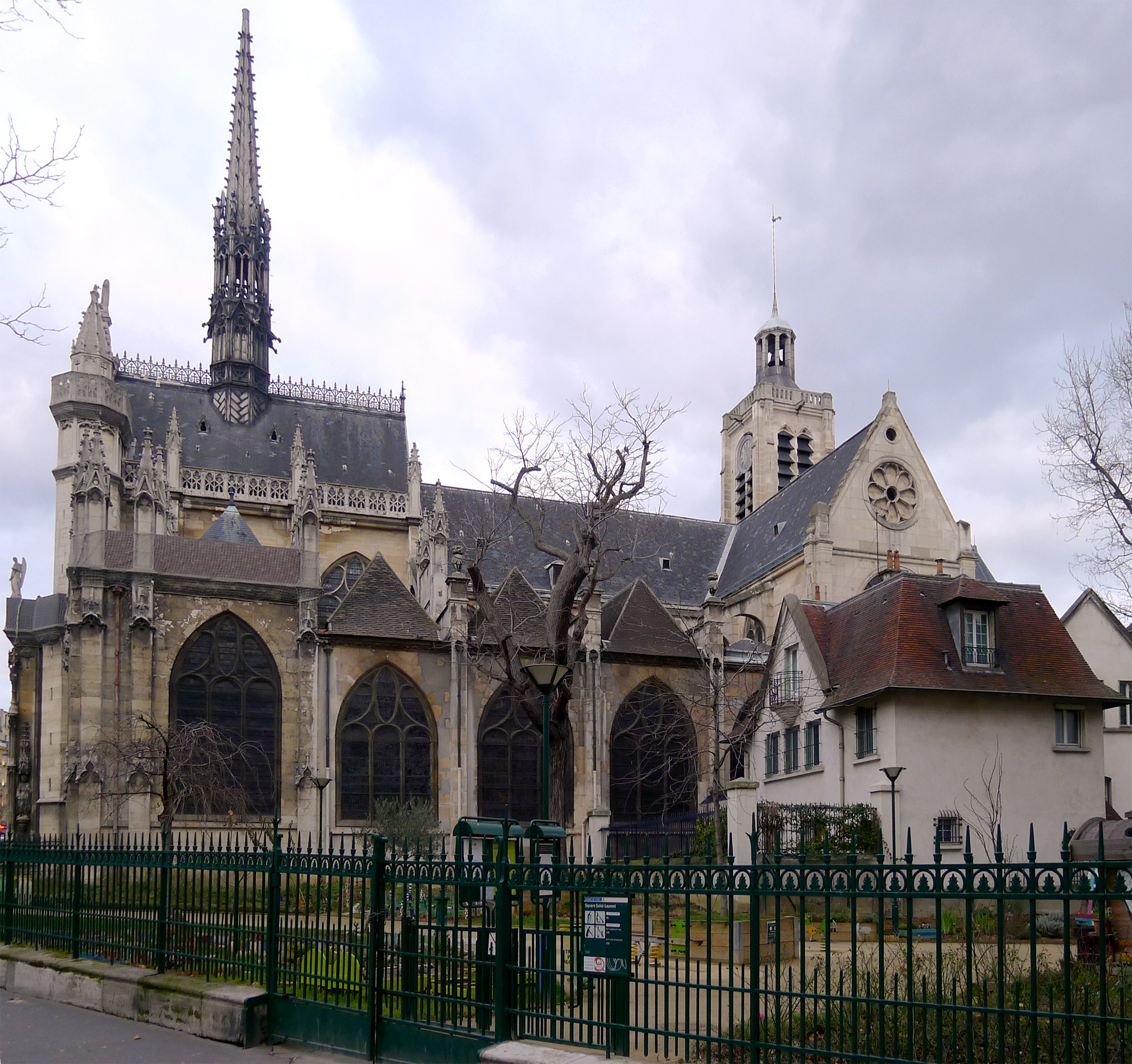
Façade sud de l'église Saint-Laurent jouxtant le square Saint-Laurent.

- Square Alban-Satragne, construit sur une partie de l'ancien enclos Saint-Lazare.

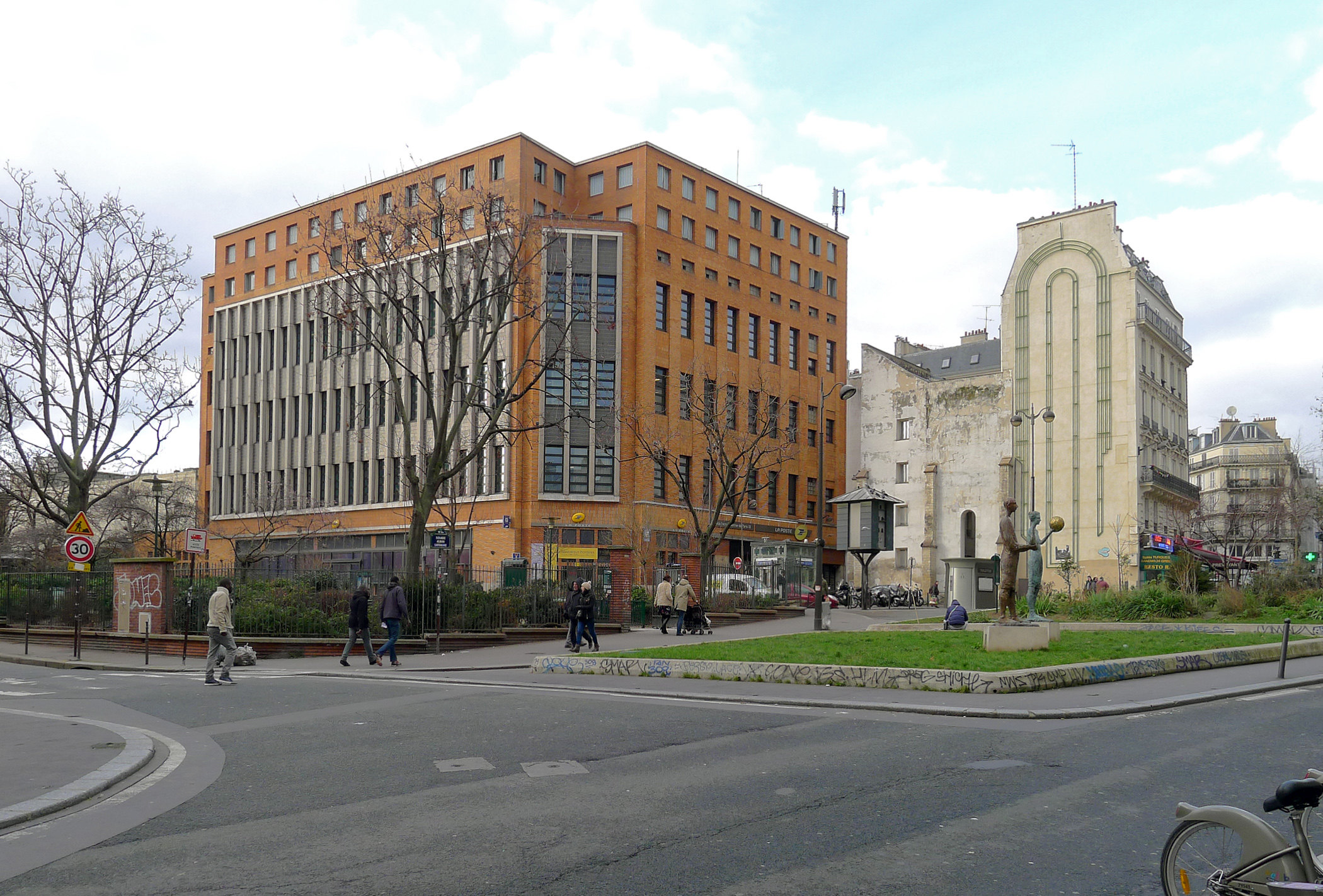
Boulevard de Magenta au niveau du square Alban-Satragne.

- No 85 bis : marché Saint-Quentin à l’architecture métallique inspirée par Victor Baltard, installé en 1866.
- Au XIXe siècle, un restaurant Bouillon Duval se trouvait à ce niveau, à l'intersection avec la rue La Fayette.
- No 100 : immeuble dans lequel se retrouvaient les pères du « roman national » Alexandre Chatrian et Émile Erckmann pour écrire ensemble sous le pseudonyme Erckmann-Chatrian. La proximité avec la Gare de Paris-Est leur permettait de retourner régulièrement en Lorraine.
- No 106 : immeuble dans lequel séjourna Léona Delcourt (qui eut une brève aventure avec André Breton), plus connue sous le nom de « Nadja », lors de son arrivée à Paris, au Sphinx Hôtel (du nom des têtes de sphinx visibles sur la façade)[24].

- No 110 : immeuble dans lequel habita le peintre pointilliste Georges Seurat.
- No 115 : immeuble dans lequel habita le baron Edmond de Rothschild, dont l'appartement fut réaménagé par l'architecte Germain Debré (1890-1948) en 1934[25].
- No 126 : ancien siège de La Galerie contemporaine, éditeur notamment des photographies de Nadar pour la société Goupil et Cie (1850-1884). Ici se trouvait une sortie du cinéma X Ciné Nord, dont l'entrée principale était 20 rue de Dunkerque[26].
- No 139 : siège du Libre Journal de la France courtoise[27].
- No 151 : immeuble dans lequel le peintre Paul Grolleron habita et où est née sa fille Blanche Dufrêne, comédienne.
- No 155 : immeuble dans lequel le peintre Luigi Loir habita.
- No 162 : siège social de 1945 à 1948 des Éditions de la Tour, créées par Robert Denoël.
- No 170 : cinéma Le Louxor (façades et toitures inscrites aux monuments historiques[28]).

## Dans la culture populaire
Dans Le Train 17 publié en 1877, Jules Claretie fait cette description de l'ambiance et des activités du boulevard de Magenta dans les premières années de la Troisième République :

« Par le boulevard Magenta [sic] et les boulevards extérieurs, la place du Théâtre de Montmartre était à deux pas. Martial voulait se hâter, et pourtant il éprouvait une satisfaction profonde à tout regarder autour de lui, à se dire, avec une fierté naïve, qu'il était père, c'est-à-dire que sa propre personnalité lui semblait doublée. Autour de lui, tout semblait joyeux de sa joie. C'était un de ces soirs d'été où après la chaleur du jour, tout le monde sort prendre le frais dans ces quartiers populaires. Les bancs des boulevards étaient occupés par une double rangée de gens, ouvriers en veste, en bourgeron ou en manches de chemise, ouvrières en caraco blanc, qui humaient, sans presque parler, l'air de la nuit. Les cafés, les marchands de vins étincelaient avec leurs consommateurs assis devant des tables, en plein vent. Des groupes heureux marchaient lentement, sous les platanes, et sous leurs pieds on eût dit que le sable crissait joyeusement. Des curieux s'entassaient devant les loteries, où l'on gagnait des porcelaines de rebut, des vases à fleurs peintes à froid, décorées à l'or brillant. On regardait quelque escamoteur qui posait ses gobelets sur son tapis de toile rayée, à franges à demi déchirées. Des marchands de glaces et de guimauves criaient des sorbets à un sou. Un marchand de coco jetait parfois sa note grêle au milieu de ce concert. Une sorte de vapeur faite de poussière, et qui semblait l'haleine même de la terre, enveloppait ce gai tableau d'un beau soir. Il y avait partout des cris d'enfants, jaseurs comme des nids, des petits qui se roulaient, qui couraient, tombaient, se relevaient, riaient ; partout des cerceaux, des ballons. Et cette chanson des gamins se fondait, se perdait dans une sorte de rumeur vague produite par le roulement des fiacres qui passaient des deux côtés du boulevard. […] La lumière du gaz dans les arbres faisait ressembler les feuilles encore fraîches à une dentelle verte. »

Dans la musique "Khouk Travolta" de Mohamed Maazouni, "Khouk Travolta ou saken boulevard Magenta. Nechreb fi Fanta ou nerja fik ya bent ennass".

## Sources et bibliographie
- Jacques Hillairet, Dictionnaire historique des rues de Paris, Paris, Minuit, 1963, 1583 p. (ISBN 2-7073-1054-9).
- Gustave Pessard : Nouveau dictionnaire historique de Paris
- Louis et Félix Lazare : Dictionnaire administratif et historique des rues de Paris et de ses monuments
- Jean-Claude Grenier, Le 56, Magenta en son quartier, histoire d'un immeuble haussmannien et de ses habitants,  (ISBN 978-2-9582555-0-3), dépôt légal : juillet 2022